# NGC 4909
NGC 4909 (другие обозначения — ESO 269-35, MCG -7-27-28, FAIR 462, AM 1259-423, DCL 463, PGC 44949) — спиральная галактика (Sa) в созвездии Центавра.
В классификации де Вокулёра галактика указана как типичный представитель морфологического типа (R')SA(l)a. У галактики хорошо заметны внешнее псевдокольцо и четыре спиральных рукава. Наблюдается яркая линза, при этом полностью отсутствует бар — по всей видимости, бар «рассеялся», превратившись в линзу. Возможность такого перехода была предсказана в 2002 году.
Этот объект входит в число перечисленных в оригинальной редакции «Нового общего каталога».